# Biokobrilvogel
De biokobrilvogel (Zosterops brunneus; synoniem: Speirops brunneus) is een zangvogel uit de familie Zosteropidae (brilvogels). Zijn voorkomen is beperkt tot het West-Afrikaanse eiland Bioko in de Golf van Guinee.

## Kenmerken
De biokobrilvogel bereikt een grootte van 13 tot 13,5 centimeter en een gewicht van 14 tot 18,5 gram. De kop is donkerbruin, waarbij de kruin het donkerst is. De basis van de bovensnavel vertoont een lichte smalle lijn. De achterkant van de kop en de nek zijn roodachtig getint. De oorstreek is donker grijsbruin. Van boven is de vogel bruin, maar minder donker in de nek. De slagpennen zijn zwartbruin met roestbruine randen. De staartveren zijn aan de bovenzijde donkerbruin en aan de onderzijde zwartachtig. De bovenkant is donkerbruin, iets lichter wordend richting de nek. De kin en keel zijn grijzig. Borst, buik- en onderstaartdekveren zijn lichtbruin. De iris is donker. De snavel is donker hoornkleurig, de poten zijn donkerbruin. De geslachten zien er hetzelfde uit. De juveniele vogels zijn nog niet beschreven. Ook over de zang is niets bekend. De oproep varieert tussen vaak herhaalde zachte 'piep' en snelle 'trik-trik-trik' getjilp tijdens het foerageren en piepende 'twiet'-tonen tijdens de vlucht. Af en toe is er ook een lang uitgesponnen 'trrrrrrrau' te horen.

## Leefwijze
Het dieet bestaat uit insecten, waaronder rupsen, evenals bessen en zaden. De biokobrilvogel foerageert meestal in groepen van drie tot vijf individuen, maar ook in grotere koppels van maximaal 30 individuen, meestal vliegend 0,5 tot 6,5 meter boven de grond. Ook is hij vaak te zien in gezelschap van andere vogelsoorten zoals de groene prinia (Urolais epichlorus), de wielewaalvink (Linurgus olivaceus) en de bergbuulbuul (Andropadus tephrolaemus). In oktober en december werden broedvogels waargenomen. Er is geen verdere informatie beschikbaar over de broedbiologie.

## Leefgebied
De biokobrilvogel bewoont open gebieden en open plekken in vrij open door korstmos gedomineerde bossen, bergachtige heide-kreupelhout, savannes van bomen en bossen die worden gedomineerd door sint-janskruid (Hypericum), pittosporum (Pittosporum), Syzygium en Schefflera op hoogten tussen 1900 en 2800 meter.

## Populatie en bedreiging
BirdLife International schat de populatie op 10.000 tot 20.000 exemplaren en classificeert de soort als 'bedreigd' (kwetsbaar). Het komt het meest voor in het gebied van 50 km2 bij de Pico Basile. Het komt niet voor in de bossen in het zuidelijke deel van het eiland Bioko. De grootste bedreiging zijn bosbranden die door jagers worden aangestoken; in 1996 was daar echter geen bewijs van. Een bezoek aan het gebied bij Pico Basile in 1996 bevestigde dat het leefgebied intact was. Een expeditie uit 2005 wees uit dat de bossen bij Pico Basile niet werden aangetast door de toenemende ontbossing op Bioko. Op foto's die in 2005 in Caldera da Luba werden gemaakt, bleek dat er geen interventie was geweest in de zuidelijke bossen van het eiland.

## Verspreiding en leefgebied
Deze soort is endemisch op het Afrikaanse eiland Bioko (Equatoriaal-Guinea).